# Burlești
Burlești – wieś w Rumunii, w okręgu Botoszany, w gminie Unțeni. W 2011 roku liczyła 580 mieszkańców.